# 곤살로 몬티엘
곤살로 아리엘 몬티엘(스페인어: Gonzalo Ariel Montiel, 1997년 1월 1일~)은 아르헨티나의 축구 선수로 포지션은 수비수이다. 현재 아르헨티나 프리메라 디비시온의 리버 플레이트 소속으로 뛰고 있다.
2022년 FIFA 월드컵 결승전 당시 프랑스 선수가 찬 공이 몬티엘의 팔을 맞는 바람에 패널티킥이 주어졌으며 이를 킬리안 음바페가 성공하는 바람에 경기를 승부차기까지 끌고 갔다. 승부차기에서는 4번째 키커로 나와서 프랑스의 위고 요리스 골키퍼를 속이는 슈팅으로 들어가서 자신이 저지른 핸들링 반칙으로 팀을 위기로 몰고 간 것을 해결했다. 아르헨티나의 우승이 확정되자 실축하면 자살까지 생각하고 있을 만큼 기분이 매우 심각했던 몬티엘은 결국 이 부담감을 참지 못하고 유니폼으로 머리를 덮은 뒤 그라운드에 엎어져 오열했다.